# Серра-Нова-Дорада
Серра-Нова-Дорада (порт. Serra Nova Dourada) — муниципалитет в Бразилии, входит в штат Мату-Гросу. Составная часть мезорегиона Северо-восток штата Мату-Гроссу. Входит в экономико-статистический микрорегион Норти-Арагуая. Население составляет 1 345 человек на 2006 год. Занимает площадь 1 490,793 км². Плотность населения — 0,9 чел./км².

## Статистика
- Валовой внутренний продукт на 2003 год составляет 4 703 828,00 реалов (данные: Бразильский институт географии и статистики).
- Валовой внутренний продукт на душу населения на 2003 год составляет 3 946,16 реалов (данные: Бразильский институт географии и статистики).